# Sveti Ilija (Biokovo)
Vrh Sveti Ilija i njegov hrbat nalaze se sjeverozapadno od središnjega dijela Biokova, iznad zaseoka Rastovca u općini Zagvozdu. Ime vrha i nadmorska visina su napisani na kamenu ispred ulaza u kapelicu, a žig je ugrađen u desni zid kapele. Iako je greben nešto niži, po slikovitosti stijena i širini vidika ne zaostaje nimalo za skupinom Sv. Jure, vidici su čak i atraktivniji zahvaljujući činjenici da je Biokovo tu najtanje pa se pruža predivan pogled na obje strane, kako na sjevernu tako i na južnu stranu. Osim na primorje i zagorje, sa samog vrha (KT18) se također pruža izvanredan pogled na kompletan središnji masiv Biokova počevši od Svetog Jure na istoku preko Velikog Šibenika smještenog nešto južnije do Šćirovca i Bukovca na zapadnom dijelu planine.
Kapelica posvećena Svetom Iliji Gromovniku se nalazi na samom vrhu, i jedan je od najljepših i najizvornijih sakralni objekata na Biokovu, autohtono zdanje sazidano na starim temeljima i kompletno obnovljeno od mještana župe Zagvozd 2000. godine. Misno slavlje u kapelici Sv. Ilije ('najnepristupačnija' Sveta misa u Hrvata) održava se 20. srpnja na blagdan sv. Ilije ako on pada u subotu, a ako ne, hodočašće se pomiče na prvu subotu po tom danu.
Do vrha se može iz nekoliko pravaca, s južne strane iz Basta (dvije različite varijante) te preko Lokve, dok sa sjeverne strane postoji nekoliko pravaca, a najpopularniji je onaj koji vodi iz Dedića preko Dobrog dola. Drugi pravci poput onoga iz smjera Šuta preko Vrataca ili iz Brzica preko Kaoca su iznimno dugi i zahtjevni te su pogodni samo za iskusne planinare u dobroj fizičkoj kondiciji. Bez obzira na to koji pravac izaberete uspon će biti iznimno dug, naporan i težak zbog velikih sipara te izloženosti suncu. 
Ovdje su okvirna vremena za najpopularnije pravce uspona: Bast - Bunar Mijaći - Sveti Ilija 4 h; Bast - Osičine - Sv. Ilija 4.30 h; Lokva - Motika - Sv. Ilija 4 h; Dedići - Dobri dol - Sv. Ilija 4 h; Šute - Vrataca - Sv. Ilija 4:30 h; Brzice - Drljenovac - Mišljen - Sv. Ilija 6:30 h a više o njima možete pronaći na stranicama lokalnog planinarskog društva HPD Sveti Jure.

## Vanjske poveznice
- HPD Sv. Jure Zagvozd
- Hodočašće Svetom Iliji na Biokovu
- Planinarske staze sa sjeverne strane PP-a Biokovo
- Sveti Ilija Gromovnik okupio mnoštvo vjernika na najnepristupačnijem Biokovskom vrhu
- Sanacija oštećenja na crkvici Svetog Ilije na istoimenom biokovskom vrhu